# Émile Blanchard
Pour les articles homonymes, voir Blanchard.
Charles Émile Blanchard, né le 7 mars 1819 à Paris 10e et mort le 11 février 1900 à Paris 7e, est un zoologue français.

## Biographie
Son père, le peintre naturaliste Émile-Théophile Blanchard initie très tôt son fils à l’histoire naturelle. En 1833, alors qu’il n’a que 14 ans, Victor Audouin, l’accueille dans son laboratoire du Muséum national d'histoire naturelle de Paris. En 1836, à peine âgé de seize ans, il a publié divers mémoires dans les Annales de la Société entomologique de France et dans quelques autres recueils scientifiques. Ayant appris le latin, l’anglais, l’allemand, le dessin, la peinture et l’histoire naturelle, il devient, en 1838, préparateur dans cet établissement, ce qui lui permet de poursuivre ses observations sur les animaux au milieu de vastes collections. De 1837 à 1840, il rédige une partie considérable d’une Histoire des Animaux articulés, en 4 vol., et contribue, en même temps, à la publication de l’Atlas, accompagnant la nouvelle édition du Règne animal de Cuvier.
Devenu, au commencement de l’année 1841, aide-naturaliste de la chaire d’entomologie au Muséum national, il donne bientôt une Histoire des Insectes, en 2 vol., qui l’amènera jour à être membre de la Société nationale d’Agriculture. En 1844, il accompagne Henri Milne-Edwards et Quatrefages de Bréau en Sicile, dans une mission d’exploration scientifique la faune marine de Sicile.
Ayant visité ensuite la Calabre pour y poursuivre ses recherches zoologiques, il publie, au retour de ce voyage, une suite de mémoires sur le Système nerveux des Mollusques et des Animaux annelés, où se trouvent consignés une longue série de faits inconnus avant cette époque. Vers le même temps il entreprend une étude générale de toutes les parties de l’organisme des vers intestinaux. Les résultats de ces recherches effectuées de 1845 à 1849, forment l’ouvrage Recherches sur l'organisation des vers accompagné d’un Atlas de 25 planches, travail qui a reçu le prix de médecine et de chirurgie de l’Académie des sciences pour la valeur de 2 000 francs.
En 1847, il parvient, par des expériences multipliées, à mettre en évidence la manière dont s'effectue la circulation du sang chez les insectes, sujet sur lequel les notions étaient alors encore extrêmement vagues et en partie fort erronées. Dans les années suivantes, il a révélé les dispositions spéciales et les fonctions des organes chez les Arachnides. En 1851, tout en publiant des mémoires sur divers sujets et de contribuer à plusieurs publications, il a entrepris le grand ouvrage, qu'il n'a cessé de poursuivre depuis cette époque, sur l'organisation de tous les types du règne animal.
Il a montré le premier que la considération des différents os du squelette des oiseaux permettait de reconnaître avec une entière certitude les affinités naturelles et les caractères typiques de ces animaux, et il a été ainsi amené à pouvoir déterminer sans la moindre difficulté tous les débris fossiles d'Oiseaux que tous les paléontologistes avaient renoncé à rattacher aux formes actuelles, faute de connaissances suffisamment précises. Afin d'examiner tous les matériaux possibles propres à éclairer une aussi grande question, il a visité, en 1857, la plupart des Musées étrangers, et particulièrement ceux de l'Allemagne. Après avoir mis au jour les premières parties de divers travaux sur l'organisation générale des mammifères et des reptiles, il se tourne vers l’ichtyologie, et publie en 1880 un ouvrage sur les poissons d'eau douce de France.
Chargé, pour la première fois, de l’un des cours de zoologie au Muséum national en 1847, il a été chargé de ce même enseignement à l’École normale supérieure pendant l’année scolaire 1857-1858, il est nommé, en 1862, professeur de zoologie au Muséum national à la chaire d'histoire naturelle des Crustacés, des Arachnides et des Insectes ou des Animaux articulés, après avoir été présenté à l’unanimité des suffrages par le Muséum et par l’Académie des sciences. À partir de 1860, il perd progressivement la vue et devient aveugle en 1890, ce qui l’oblige à quitter son poste, en 1862.

### Œuvre

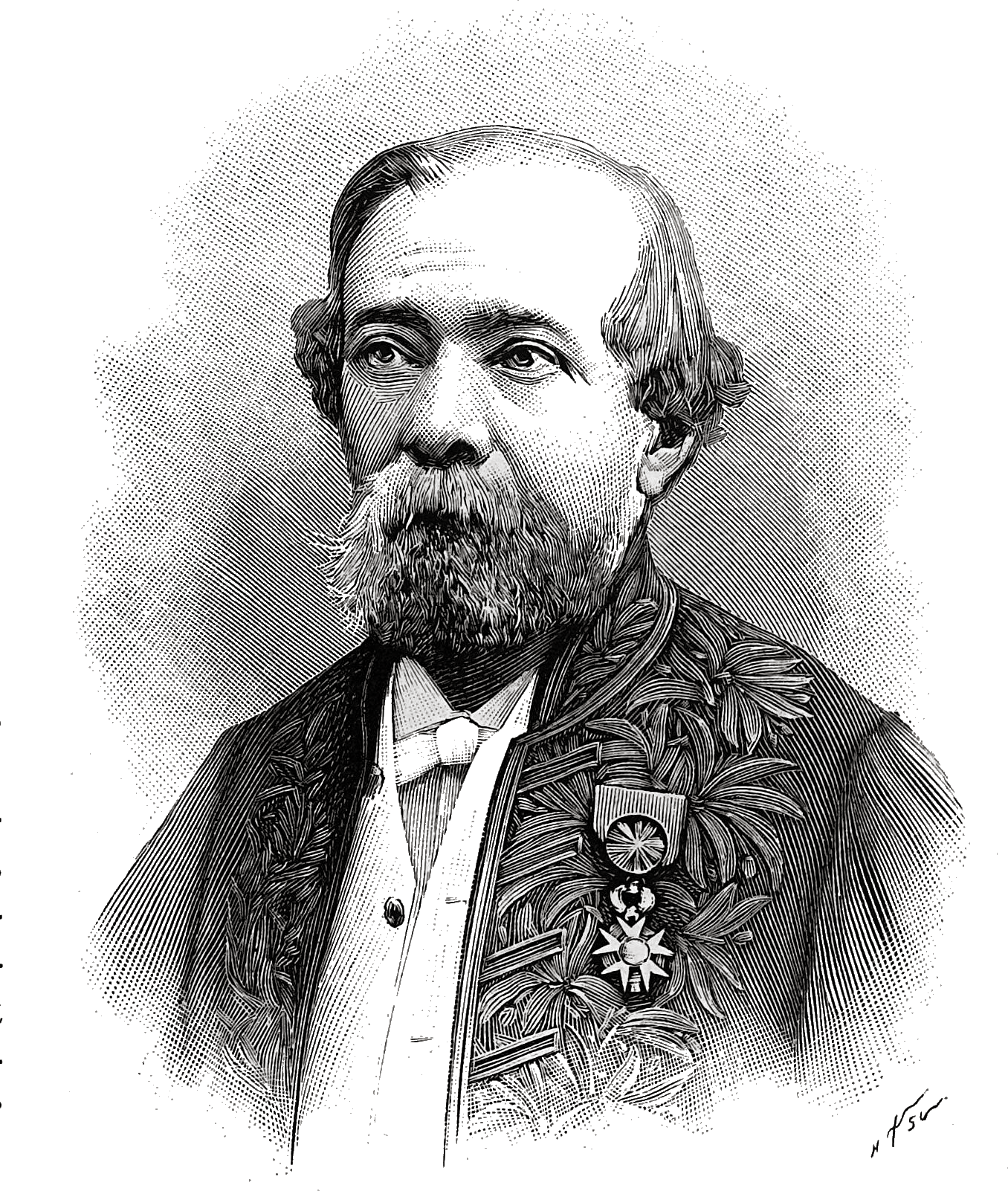
Blanchard en habit d’académicien.

Il publie en 1845 une Histoire des insectes, puis Métamorphoses, Mœurs et Instincts des insectes, en 1868, et une Zoologie agricole, en 1854-1856. Ce dernier ouvrage présente de façon précise et bien illustrée par le père d’Émile Blanchard, les espèces alors dites « nuisibles » et les dégâts causés sur les différentes plantes cultivées.
En étudiant les traces fossiles de la grande faune préhistorique, il s'inquiète également des capacités des chasseurs à éliminer nombre d'espèces depuis la préhistoire, et publie en 1870 un texte sur les Animaux disparus depuis les âges historiques. À ce domaine se rattachent également ses travaux sur Madagascar, la Nouvelle-Zélande, l’existence probable d’un ancien continent antarctique, la formation du bassin méditerranéen, sujets qui ont fait l’objet de nombreuses communications à l’Académie des sciences. De 1852 à 1864, il publie un atlas de l'anatomie des vertébrés, qui lui donne espoir d’obtenir la chaire des reptiles et des poissons au Muséum, laissée vacante par la mort d'Auguste Duméril, mais c’est finalement Léon Vaillant qui est choisi.

### Reconnaissance
Élu membre de l’Académie des sciences (section d’Anatomie et zoologie) en 1862, en remplacement de Geoffroy Saint-Hilaire, il a été secrétaire du Comité des travaux historiques et scientifiques, de 1860 à 1880, et des Sociétés savantes au Ministère de l’Instruction publique. Il était également membre d’un très grand nombre d’Académies et de Sociétés étrangères.

### Distinction
- Officier de la Légion d'honneur, en 1875[9].

## Liens